# Puccinia turgidipes
Puccinia turgidipes ist eine Ständerpilzart aus der Ordnung der Rostpilze (Pucciniales). Der Pilz ist ein Endoparasit des Korbblütlers Viguiera deltoidea. Symptome des Befalls durch die Art sind Rostflecken und Pusteln auf den Blattoberflächen der Wirtspflanzen. Sie ist im Südwesten Nordamerikas verbreitet.

## Merkmale

### Makroskopische Merkmale
Puccinia turgidipes ist mit bloßem Auge nur anhand der auf der Oberfläche des Wirtes hervortretenden Sporenlager zu erkennen. Sie wachsen in Nestern, die als gelbliche bis braune Flecken und Pusteln auf den Blattoberflächen erscheinen.

### Mikroskopische Merkmale
Das Myzel von Puccinia turgidipes wächst wie bei allen Puccinia-Arten interzellulär und bildet Saugfäden, die in das Speichergewebe des Wirtes wachsen. Ihre Spermogonien wachsen unterseitig auf den Wirtsblättern. Die Aecien der Art sind becherförmig. Sie besitzen 23–27 × 18–22 µm große, kugelige bis lang ellipsoide, hyaline Aeciosporen mit warziger Oberfläche. Die blattoberseitig wachsenden Uredien des Pilzes sind schokoladenbraun. Ihre dunkel zimtbraunen Uredosporen sind 26–31 × 17–25 µm groß, kugelig bis breit ellipsoid und stachelwarzig. Die beidseitig wachsenden Telien der Art sind schwarzbraun, pulverig und unbedeckt. Die dunkel kastanienbraunen Teliosporen sind zweizellig, in der Regel breit ellipsoid und 38–44 × 30–35 µm groß. Ihre Stiele sind farblos und bis zu 100 µm lang.

## Verbreitung
Das bekannte Verbreitungsgebiet von Puccinia turgidipes reicht von Südarizona und -kalifornien bis nach Niederkalifornien.

## Ökologie
Die Wirtspflanze von Puccinia turgidipes ist Viguiera deltoidea. Der Pilz ernährt sich von den im Speichergewebe der Pflanzen vorhandenen Nährstoffen, seine Sporenlager brechen später durch die Blattoberfläche und setzen Sporen frei. Die Art durchläuft einen Entwicklungszyklus mit Spermogonien, Aecien, Telien und Uredien, vollzieht aber keinen Wirtswechsel.

## Taxonomie
Die Art wurde 1918 durch Jackson und Holway erstbeschrieben.